# Lovhjemmel
Lovhjemmel er indenfor jura udtryk for, at der foreligger en retlig begrundelse for at kunne foretage en given disposition, hvad enten det er private personers eller offentlige myndighed, der må udføre den.
Hvis der er lovhjemmel til f.eks. en kommunes ekspropriation af en privat ejendom, kræves det således at denne mulighed nævnes i loven. Det følger af bl.a. Grundloven § 73 og af lov om fremgangsmåden ved ekspropriation vedrørende fast ejendom.
Manglende lovhjemmel udgør en væsentlig retlig mangel, der medfører ugyldighed.

## Reference
1. ↑  lovhjemmel — Den Danske Ordbog
2. ↑  Retsinformation
3. ↑  https://webcache.googleusercontent.com/search?q=cache:u7wHEfQ7L88J:https://www.retsinformation.dk/api/pdf/153734&cd=1&hl=da&ct=clnk&gl=dk&client=firefox-b-d

| Jura | Spire Denne juraartikel er en spire som bør udbygges. Du er velkommen til at hjælpe Wikipedia ved at udvide den. |